# Сон-буддизм
Сон (Sŏn, 禪) — корейский вариант буддийской школы чань. Термин также широко известен на Западе в его японском варианте «дзэн».

## История сон

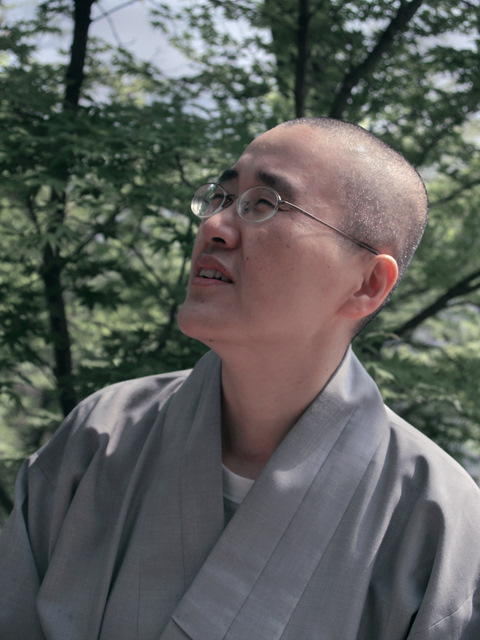
Сон бхикшуни в Сеуле, Южная Корея

### Период Объединённого Силла (668—935)

#### Передача чань в Корею
Сон был передан в Корею во время периода Объединённого Силла (668—935). Помнанг (法朗, Pŏmnang, Peomnang, Beomnang) (632—646), который учился с четвёртым китайским патриархом чань Даосинем (580—651), был первым, кто принёс сон в Корею. Помнанг передал своё учение Синхэнгу (神行, Sinhaeng) (704—779), который также ездил в Китай. В Китае Синхэнг обучался у Пуджи (Puji) (651—739), преемника Шэнь-сю (ум. 706), бывшего главой так называемой Северной школы чань. В дальнейшем сон был популяризирован Тоуи (道義, Doui) (ум. 825) в начале девятого столетия.

#### Девять горных школ
Учение сон постепенно передавалось в Корею далее. Корейские монахи, преимущественно школ хваом и восточной формы йогачары, начали путешествовать в Китай, чтобы изучать чань в школе Хунчжоу у Ма-цзу (709—788) и его последователей и в школе Линьцзи Линь-цзи Исюаня.
У преемников Ма-цзу были многочисленные корейские ученики, некоторые из которых возвратились в Корею и основали свои собственные школы в различных горных монастырях.
Первоначальное число этих школ было девять. Этими девятью школами стали школы Сильсансан, Тоннисан, Каджисан, Чакульсан, Сонджусан, Саджасан, Свэянсан, Поннимсан и Сумисан. Поэтому в то время корейский сон получил название школы «девяти гор» (九山 или кусан). Восемь из школ были из линии Ма-цзу, поскольку они были сформированы посредством связи или с ним, или с одним из его выдающихся учеников. Единственным исключением была Сумисан — школа, основанная Риомом (利 严) (869—936), получившим учение из линии Цаодун.
Девять горных школ приняли имя Чоге в 826 году. Первое упоминание о девяти горных школах датируется 1084 годом.

### Период Корё (918—1392)

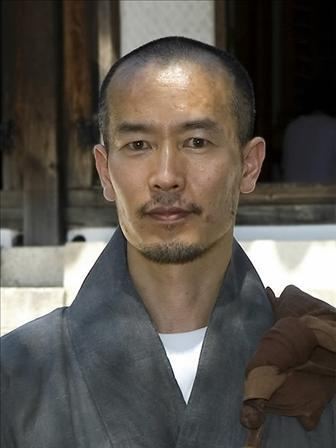
Корейский бхикшу школы сон.

#### Напряжённость
К XI веку сон-буддизм утвердился в Корее. Он отличался от существующих в Корее пяти школ и их акцентов на писания, вследствие чего между новыми школами медитации и ранее существующими схоластическими школами появилась напряжённость. Как следствие, появилась необходимость прикладывать усилия для достижения взаимопонимания и восстановления отношений между сон и схоластическими школами.

#### Чинуль
Наиболее важной фигурой сон в период Корё был Чинуль (知 讷, Jinul) (1158—1210), создавший реформаторское движение в Корее. В то время корейская сангха переживала кризис. Такие явления, как гадания, пожертвования, молитвы и ритуалы для достижения успеха в светских делах, проникли в буддизм и привели к появлению большого количества монахов с сомнительной мотивацией. Поэтому возрождение буддизма и улучшение его качества было приоритетной задачей буддийских лидеров того времени.
Чинуль пытался создать новое движение в корейском сон, которое он назвал «самадхи и праджня общества». Цель Чинуля заключалась в создании нового сообщества дисциплинированных, «чистых умом» практиков глубоко в горах. В результате он справился с поставленной задачей, основав монастырь Сонгванса на горе Чоге в качестве нового центра чистой практики.

#### Чингак Хесим
Преемник Чинуля, Чингак Хесим (1178—1234), важное место уделял практике хваду (кит. хуатоу, буквально означает «голова слова» или «ключевое слово»). Он собрал 1125 коанов в своём «Сборнике Стихов и Случаев» (1226). Хесим поощрял практиков-женщин практиковать хваду, тогда как женская буддийская практика того времени была ограничена пением и чтениями сутр.

#### Орден Чоге
Орден Чоге развивался во времена династий Объединённого Силла и Корё. Учитель Тэго Боу (1301—1382), вернувшись из Китая в 1353 году, при помощи вана Конмина окончательно объединил в 1356 году все чань-буддийские школы в составе ордена Чоге. Орден Чоге процветал до установления династии Чосон.
К наиболее важным учителям сон последующих нескольких веков относят Хьегеуна (慧勤, Hyegeun), Кихву (己和, Kihwa, Gihwa) и Хючжона (休靜), которые продолжали развивать основную форму корейского медитационного буддизма, установленную Чинулем.

### Династия Чосон (1392—1897)

#### Подавление
В конце династии Корё и во время династии Чосон Орден Чоге был объединён с научными школами. Он потерял влияние в правящем классе, который принимал неоконфуцианство. Буддизм постепенно подавлялся в течение следующих 500 лет. Количество храмов было сокращено с нескольких сотен до всего тридцати шести, были установлены ограничения на членство в сангхе, численность духовенства, размер земельного участка монастырей и возраст для вступления в сангху. Буддийские похороны и прошение милостыни были объявлены вне закона. Буддийские монахи и монахини были собраны в горы и ограничены в посещении городов. Буддизм периода Чосон был сокращён до школ сон и гйо (gyo), а в итоге был уменьшен до единственной школы сон.
Некоторые правители временно отменяли наиболее запретительные правила. Наиболее значимыми из них была королева Мунжеонг. У королевы было большое уважение к монаху Боу (보우, 普雨; 1515—1565), которого она поставила в качестве главы школы сон.
В период подавления значимым событием стало написание Кихвой (1376—1433) трактата в защиту буддизма, озаглавленного «Хёнджон нон» (顯正論 «Трактат о проявлении истины»).

#### Сосан Хючжон
Буддийские монахи помогли в отражении японских вторжений в Корею, которые происходили в период между 1592 и 1598 годами. Монахи были организованы в партизанские отряды, которые добились некоторых успехов. Движение «Праведный монах» возглавил Сосан Хючжон (서산대사, 西山休靜; 1520—1604), сон-мастер и автор ряда важных религиозных текстов. Присутствие армии монахов стало одним из решающих факторов в изгнании японских захватчиков.
Сосан прилагал усилия к объединению буддийских доктринальных учений и практик. Он находился под сильным влиянием Вонхё, Чинуля и Кихвы. Сосан Хючжон считается центральной фигурой в возрождении буддизма Чосон. Большинство крупных ветвей современного корейского сон происходят из линии передачи от него через одного из четырёх его главных учеников: Ю Чжона (1544—1610); Еонги (1581—1644), Таенеунга (1562—1649) и Илсеона (1533—1608), все четверо из которых были лейтенантами Сосана во время войны с Японией.

### Корейская империя (1897—1910) и Японская аннексия (1910—1945)
В период Корейской империи корейские монахи посещали Японию для научного изучения буддизма, где они находились под влиянием японских ученых, которые ввели западные идеи в свои исследования. Через этих корейских монахов западные идеи также проникли в корейский буддизм. В этот период также начала формироваться бифуркация между монахами и учёными.

### Раскол Кореи (1945 г. — настоящее время)
В 1948 году Корея была разделена на два государства — КНДР на севере и Республику Корея на юге. Корейская война (1950—1953) закрепила раскол страны.

#### Современный сон
С середины XX века христианство конкурировало с буддизмом в Южной Корее, в то время как в Северной Корее религиозная практика была подавлена.
Сон по-прежнему практикуется в Корее в ряде крупных монашеских центров, а также преподается в университете Тонгук, который имеет значительные исследования по школе сон. Двумя главными буддийскими школами Кореи считаются школа чоге-джон (Орден Чоге) и школа тхэго-джон, берущая своё происхождение от наставника Тхэго Боу, являвшегося преемником Линь-цзи.
В 1980 году возник спор о «внезапном» и «постепенном» просветлении. Начиная с Чинуля, корейский сон базировался на интеграции практики и исследования, что выражалось в лозунге «внезапное просветление, постепенное выращивание». Современный корейский сон-мастер Сон Чхоль Сыним (1912—1993) возродил лозунг «внезапное просветление, внезапное выращивание», приписываемый Хуэйнэну. Последние три патриарха Чоге имеют схожую позицию в данной дискуссии.

### Распространение в США

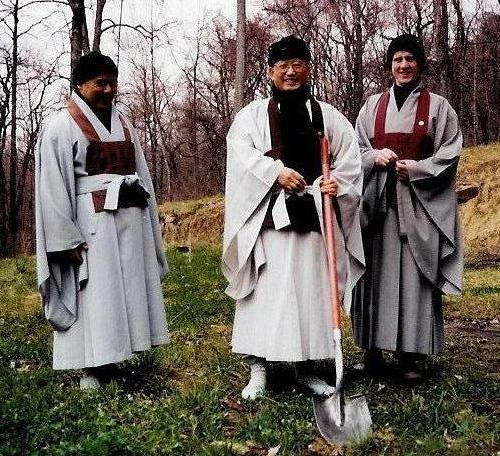
Дзэн-мастера школы Кван Ум, слева направо: Су Бон, Сун Сан, Тэ Гак.

Корейский сон был распространён в США дзэн-мастером Сун Саном. Он был аббатом храма в Сеуле и после проживания в Гонконге и Японии в 1972 году переехал в США, не зная английского языка. Во время полёта в Лос-Анджелес корейско-американский пассажир предложил ему работу в прачечной в Провиденсе, в штате Род-Айленд, который стал штаб-квартирой дзэнской школы Сун Сана Кван Ум. Вскоре после прибытия в Провиденс, он собрал вокруг себя учеников и основал Провиденс дзэн-центр. Сейчас школа Кван Ум имеет около 100 центров дзэн на нескольких континентах.
Другой корейский учитель дзэн, Саму Суним, в 1971 году основал Дзэн-буддийский храм Торонто. Он является главой Буддийского Общества Сострадательной Мудрости, которое имеет храмы в Анн-Арборе, Чикаго, Мехико и Нью-Йорке.
В начале 20-го века, мастер Кён Хо (1849—1912), активизировал корейский сон. В конце Второй мировой войны, его ученик, мастер Ман Гон (1871—1946), объявил, что линия дхармы должна быть передана по всему миру, чтобы поддерживать мир через просветление. Таким образом, его дхарма-преемник Хйе Ам (1884—1985) принёс линию дхармы в Соединенные Штаты. Дхарма-преемник Хйе Ама, Мё Вон, основал Западную Сон Академию (1976). А его корейский ученик, Похвa Сыним, основал Всемирное Товарищество Дзэн (World Zen Fellowship) (1994), которое включает в себя различные дзэн-центры в Соединенных Штатах, такие как Дзэн Сангха Потомак (Potomac Zen Sangha), Общество Патриархального Дзэн (Patriarchal Zen Society) и Балтиморский Дзэн Центр.

## Особенности сон
Сон известен своим акцентом на медитацию, монашество и аскетизм. Многие корейские монахи имеют небольшое количество личного имущества, а иногда и отрезают все связи с внешним миром. Некоторые монахи путешествуют от храма к храму, практикуя медитацию. Отшельнический образ жизни распространён среди монахов, которые ставят медитационную практику на первое место в списке приоритетов.
Двумя особенностями корейского сон является его слияние практики и обучения и использование практики хуатоу. Корейский сон использует практику хуатоу в качестве главной коан-практики вместо расширенной коан-программы, которая используется в Японии.

### Веб-примечания
1. ↑  Routledge Encyclopedia of Philosophy, «Buddhist philosophy, Korean». Дата обращения: 8 июня 2013. Архивировано 20 июля 2003 года.
2. 1 2  Routledge Encyclopedia of Philosophy, «11 Chosôn period (1392—1910)». Дата обращения: 8 июня 2013. Архивировано из оригинала 10 июня 2013 года.
3. 1 2 3  Routledge Encyclopedia of Philosophy, «Conclusion». Дата обращения: 8 июня 2013. Архивировано из оригинала 10 июня 2013 года.
4. ↑  CIA, North Korea. Дата обращения: 8 июня 2013. Архивировано из оригинала 12 августа 2015 года.
5. ↑  Buddhism.org Buddhist eLibrary, «Toeong Seongcheol». Дата обращения: 8 июня 2013. Архивировано 27 июля 2012 года.
6. ↑  Hye-Am. Дата обращения: 10 октября 2010. Архивировано 9 июня 2013 года.
7. ↑  World Zen Fellowship. Дата обращения: 10 октября 2010. Архивировано 9 июня 2013 года.